# Ditiotreitolo
Il ditiotreitolo (o DTT) è chimicamente classificato come un tiolo. È un composto solido, bianco, molto solubile in acqua, con odore tipico di "uova marce", odore che si accentua quando il composto passa in soluzione specialmente se concentrata.
Appartiene alla famiglia dei composti chimici riducenti. È uno dei più forti agenti riducenti conosciuti in campo biologico e di laboratorio, in grado di rompere i ponti disolfuro sia della maggior parte delle proteine che dei composti organici, anche a temperatura ambiente.

## Usi
Viene usato come additivo riducente nelle reazioni di retrotrascrizione dell'RNA in cDNA, in quanto ottimizza il lavoro della trascrittasi inversa (RVT). Nella chimica delle proteine, si usa per indurre modificazioni della conformazione proteica (in inglese folding) e studiarne le proprietà. Viene inoltre usato per preparare una matrice per la spettroscopia di massa a bombardamento di atomi veloci.